# ماندي فان دن بيرغ
ماندي فان دن بيرغ (بالهولندية: Mandy van den Berg)‏ هي لاعبة كرة قدم هولندية، ولدت في 26 أغسطس 1990 في نالدفايك في هولندا. شاركت مع منتخب هولندا لكرة القدم للسيدات. أما مع النوادي، فقد لعبت مع نادي ليفربول لكرة القدم للسيدات.

## وصلات خارجية
- ماندي فان دن بيرغ على موقع الاتحاد الدولي (مؤرشف)  (الإنجليزية)
- ماندي فان دن بيرغ على موقع الاتحاد الأوربي (الإنجليزية)
- ماندي فان دن بيرغ على موقع اتحاد النرويج (النرويجية)
- ماندي فان دن بيرغ على موقع قاعدة بيانات كرة القدم.إي يو (الإنجليزية)
- ماندي فان دن بيرغ على موقع بيانات كرة القدم. دي إي (الألمانية)
- ماندي فان دن بيرغ على موقع ليكيب (الفرنسية)
- ماندي فان دن بيرغ على موقع Soccerway.com (الإنجليزية)
- ماندي فان دن بيرغ على موقع عالم كرة القدم.نت (الإنجليزية)
- ماندي فان دن بيرغ على موقع IMDb (الإنجليزية)